# Illingen, Baden-Württemberg
Illingen là một thị xã thuộc bang Baden-Württemberg, Đức. Với dân số khoảng 10.000 người, nơi đây nằm cách Stuttgart 27 kilômét (89.000 ft) về phía tây.